# (I Want to) Come Home
I Want to Come Home è una canzone composta e registrata da Paul McCartney per il film del 2009 Stanno tutti bene - Everybody's Fine.

## Composizione
Una delle prime versioni del film fu pubblicata per McCartney, con la reinterpretazione di Let It Be di Aretha Franklin come riempi spazio inserita dal regista Kirk Jones. McCartney fu ispirato a scrivere questa canzone dopo essersi sentito legato al personaggio principale, rappresentato da Robert De Niro, un vedovo che «percorre molta strada per visitare i suoi figli dispersi dopo che loro hanno cancellato un appuntamento nel weekend».
McCartney rivela al USA Today: «Posso mettermi strettamente in relazione con una persona che ha figli adulti, che gli capita di perdere la moglie, la madre di quei figli, e sta cercando di avvicinarli insieme per Natale. Lo capisco benissimo».
Dopo aver registrato una versione demo su audiocassetta, McCartney ricevette alcune note sulla canzone dal regista Jones, richiedendo una intro per la canzone.
McCartney collaborò quindi con il compositore della colonna sonora del film Dario Marianelli sulle orchestrazioni per la canzone, «facendo nascere un'intima ballata con pianoforte, chitarra solista e alcuni archi».

## Registrazione
McCartney incise la canzone in totale solitudine nel suo studio nel Sussex nel giugno 2009. Il brano venne terminato con una sovraincisione orchestrale il 6 luglio agli AIR Studios di Londra.

## Pubblicazione
La canzone fu pubblicata come singolo nei music store online l'8 dicembre del 2009, durante la settimana precedente all'uscita del film nei cinema. Il brano ha ricevuto una nomination ai Golden Globe come Miglior Canzone Originale, ma non vinse, arrivando dopo The Weary Kind dall'album Crazy Heart di Ryan Bingham.

## Formazione
- Paul McCartney: basso, chitarra elettrica, chitarra acustica, pianoforte, voce raddoppiata.